# 빈고국

빈고 국

빈고국(일본어: 備後国 빈고노쿠니[*])은 산요도에 위치한 일본의 옛 구니이다. 현재의 히로시마현 동부에 해당한다.

## 군
- 야스나군(일본어판)(安那郡)
1898년 폐지. 후카야스군(일본어판)(深安郡)에 편입.
- 후카쓰군(일본어판)(深津郡)
721년, 아스나군에서 분리하여 설치.
1898년 폐지. 후카야스군에 편입.
- 진세키군(神石郡 / 亀石郡, 카메시군・카미시군이라고도 읽음)
- 누카군(일본어판)(奴可郡)
1898년 폐지. 히바군(일본어판)(比婆郡)에 편입.
- 누카군(일본어판)(沼隈郡)
- 누마쿠마군(일본어판)(品治郡 / 品遅郡)
1898년 폐지. 아시나군(蘆品郡)에 편입.
- 아시다군(일본어판)(葦田郡 / 芦田郡)
1898년 폐지. 아시나군에 편입.
- 고누군(일본어판)(甲奴郡 / 甲努郡)
아시다군에서 분리하여 설치.
- 미카미군(일본어판)(三上郡)
1898년 폐지. 히바군에 편입.
- 에소군(일본어판)(恵蘇郡)
1898년 폐지. 히바군에 편입.
- 미쓰기군(일본어판)(御調郡 / 御月郡 / 三月郡, 미쓰키군이라고도 읽음)
- 세라군(世羅郡)
- 미타니군(일본어판)(三谿郡)
1898년 폐지. 후타미군(双三郡)에 편입.
- 미요시군 (빈고국)(일본어판)(三次郡)
1898년 폐지. 후타미군에 편입.

## 같이 보기
- 빈고 후쿠야마번